# سامي عنقاوي
سامي محسن عنقاوي: معماري سعودي من مواليد مكة وحاصل على الدكتوراة في المعمار الحجازي الإسلامي من جامعة لندن عام 1988م. وللدكتور عنقاوي فلسفة رائدة في المعمار تتلخص في ضرورة الإبداع في أنماط العمارة الإسلامية التقليدية واستلهام أغراضها وجمالياتها في قوالب حديثة، ويعتبر نفسه ضد التقليد الحاصل في العالم الإسلامي للعمارة النيويوركية، ويعتبر في مذهبه هذا من أشد المتأثرين بفكر المعماري المصري حسن فتحي القائل بضرورة ارتباط العمارة ببيئة الإنسان. وعنقاوي محاضر سابق في متحف التراث والفنون التابع لجامعة هارفارد.

## إنجازاته
أسس الدكتور عنقاوي مركز أبحاث الحج، ورأسه من عام 1975 إلى 1983، وقد قام المعهد بإنشاء العديد من الدراسات والخطط التنفيذية؛ المعمارية والهندسية والجيلوجية والجغرافية والانثروبولوجية والاجتماعية لمكة والحرم وشعيرةالحج. وقد قام عنقاوي بترميم وتجديد العديد من العمارات التاريخية بالحجاز. مثل منزل الشافعي والكائن بحارة المظلوم في منطقة البلد بجدة ومن آخر تصاميمه المعمارية بناء المركز الطبي الدولي بجدة على طراز العمارة الحجازية الإسلامية والذي يدار تحت اشراف الدكتور وليد أحمد فتيحي وافتتحه الملك عبد الله بن عبد العزيز آل سعود.